# Remigiusz Mróz
Remigiusz Mróz (ur. 15 stycznia 1987 w Opolu) – polski pisarz i  prawnik; autor kilkudziesięciu powieści oraz cyklu publicystycznego „Kurs pisania”, laureat Nagrody Czytelników Wielkiego Kalibru z 2016 za powieść pt. Kasacja.
W 2017 ujawnił się jako Ove Løgmansbø, autor trzech powieści, jest członkiem stowarzyszenia Unia Literacka oraz Honorowym Obywatelem Miasta Opola.

## Życiorys
Absolwent Liceum Ogólnokształcącego nr I w Opolu. Ukończył z wyróżnieniem studia w Akademii Leona Koźmińskiego w Warszawie, gdzie w Kolegium Prawa na podstawie rozprawy Cyfryzacja sfery władztwa publicznego napisanej pod kierunkiem Jana Wawrzyniaka w 2015 uzyskał stopień naukowy doktora nauk prawnych w zakresie prawa konstytucyjnego. Jest autorem kilku artykułów naukowych, laureatem konkursu Krajowej Izby Gospodarczej „Polska Cyfrowa 2020+” oraz ambasadorem kampanii przeciwko przemocy wobec kobiet „Kocham. Szanuję”.
Jako pierwszy polski pisarz otrzymał w 2016 podwójną nominację do Nagrody Wielkiego Kalibru Międzynarodowego Festiwalu Kryminalnego za książki Kasacja oraz Zaginięcie. W 2017 Akademia Leona Koźmińskiego przyznała mu nagrodę „Lwy Koźmińskiego”. W 2021 został uhonorowany nagrodą włoskiego Festiwalu Giallo Garda za książkę Il labirinto delle ombre („Nieodnaleziona”). W 2022 otrzymał Bestseller Empiku za powieść Projekt Riese. W 2025 roku portal LubimyCzytać.pl przyznał mu tytuł Pisarza dekady, podkreślając, że był nominowany w każdej edycji plebiscytu na najlepszą książkę i charakteryzując go jako "polskiego Stephena Kinga".
Według badań czytelnictwa Biblioteki Narodowej w latach 2019–2024 był najpopularniejszym autorem w Polsce, a w latach 2017 i 2018 znajdował się w pierwszej trójce rankingu.
Do końca 2023 jego książki rozeszły się w nakładzie 10 milionów egzemplarzy. W maju 2024 autor zdradził w mediach, że nakład ten w istocie wyniósł 11 milionów, uwzględnia jednak tylko książki wydane przez dwóch jego obecnych wydawców w Polsce. Poza podsumowaniem pozostają jego powieści wydane przed 2015, te opublikowane pod pseudonimem oraz wydania zagraniczne.
W lipcu 2023 na platformie X autor ujawnił, że pierwsza z książek o Joannie Chyłce pt. Kasacja, rozeszła się w Polsce w nakładzie przekraczającym 400 tys. egzemplarzy. W lipcu 2025 roku sprzedaż tej książki wyniosła 500 tys. egzemplarzy.

## Twórczość
W swojej twórczości sięga po różne gatunki literackie (powieść historyczna, kryminał, thriller prawniczy, science fiction), a tym, co łączy jego książki, jest suspens i wartka akcja. W swoich kryminałach porusza także kwestie społeczne, m.in. problem uchodźców, mniejszości narodowych czy przemocy domowej. Jego książki zostały przełożone m.in. na angielski, włoski, duński, niemiecki, czeski, japoński i węgierski. Według tygodnika Wprost był najlepiej zarabiającym pisarzem w Polsce w 2019, 2020, 2021, 2022, 2023 oraz 2024 roku.

### Seria z komisarzem Forstem
1. Ekspozycja, Wydawnictwo Filia, Poznań 2015[37]
2. Przewieszenie, Wydawnictwo Filia, Poznań 2016[38]
3. Trawers, Wydawnictwo Filia, Poznań 2016[39]
4. Deniwelacja, Wydawnictwo Filia, Poznań 2017[40]
5. Zerwa, Wydawnictwo Filia, Poznań 2018[41]
6. Halny, Wydawnictwo Filia, Poznań 2020[42]
7. Przepaść, Wydawnictwo Filia, Poznań 2021
8. Widmo Brockenu, Wydawnictwo Filia, Poznań 2023[43]
9. Berdo, Wydawnictwo Filia, Poznań 2024
10. Kasprowy, Wydawnictwo Filia, Poznań 2025

### Seria z Joanną Chyłką
1. Kasacja, Wydawnictwo Czwarta Strona, Poznań 2015[44]
2. Zaginięcie, Wydawnictwo Czwarta Strona, Poznań 2015[45]
3. Rewizja, Wydawnictwo Czwarta Strona, Poznań 2016[46]
4. Immunitet, Wydawnictwo Czwarta Strona, Poznań 2016[47]
5. Inwigilacja, Wydawnictwo Czwarta Strona, Poznań 2017[48]
6. Oskarżenie, Wydawnictwo Czwarta Strona, Poznań 2017[49]
7. Testament, Wydawnictwo Czwarta Strona, Poznań 2018[50]
8. Kontratyp, Wydawnictwo Czwarta Strona, Poznań 2018[51]
9. Umorzenie, Wydawnictwo Czwarta Strona, Poznań 2019[52]
10. Wyrok, Wydawnictwo Czwarta Strona, Poznań 2019[53]
11. Ekstradycja, Wydawnictwo Czwarta Strona, Poznań 2020[54]
12. Precedens, Wydawnictwo Czwarta Strona, Poznań 2020[55]
13. Afekt, Wydawnictwo Czwarta Strona, Poznań 2021[56]
14. Egzekucja, Wydawnictwo Czwarta Strona, Poznań 2021[57]
15. Skazanie, Wydawnictwo Czwarta Strona, 2022
16. Werdykt, Wydawnictwo Czwarta Strona, 2022
17. Zarzut, Wydawnictwo Czwarta Strona, 2023[58]
18. Obrona, Wydawnictwo Czwarta Strona, 2024
19. Substytucja, Wydawnictwo Czwarta Strona, 2025[59]

### TrylogiaParabellum
1. Prędkość ucieczki, Instytut Wydawniczy Erica, Warszawa 2013[60]
2. Horyzont zdarzeń, Instytut Wydawniczy Erica, Warszawa 2014[60]
3. Głębia osobliwości, Wydawnictwo Czwarta Strona, Poznań 2016[61]

### Cykl W kręgach władzy
1. Wotum nieufności, Wydawnictwo Filia, Poznań 2017[62]
2. Większość bezwzględna, Wydawnictwo Filia, Poznań 2017[63]
3. Władza absolutna, Wydawnictwo Filia, Poznań 2018[64]

### Seria z Damianem Wernerem
1. Nieodnaleziona, Wydawnictwo Filia, Poznań 2018[65]
2. Nieodgadniona, Wydawnictwo Filia, Poznań 2019[66]

### Seria z Sewerynem Zaorskim
1. Listy zza grobu, Wydawnictwo Filia, Poznań 2019[67]
2. Głosy z zaświatów, Wydawnictwo Filia, Poznań 2020[68]
3. Szepty spoza nicości, Wydawnictwo Filia, Poznań 2021[69]
4. Obrazy z przeszłości, Wydawnictwo Filia, Poznań 2022[70]
5. Światła w popiołach, Wydawnictwo Filia, Poznań 2023[71]
6. Cienie pośród mroku, Wydawnictwo Filia, Poznań 2024

### Seria z Gerardem Edlingiem[72]
1. Behawiorysta, Wydawnictwo Filia, Poznań 2016[73]
2. Iluzjonista, Wydawnictwo Filia, Poznań 2019[74]
3. Ekstremista, Wydawnictwo Filia, Poznań 2021[75]
4. Kabalista, Wydawnictwo Filia, Poznań 2023[76]

### Science Fiction
1. Chór zapomnianych głosów, Wydawnictwo Genius Creations, Bydgoszcz 2014[77]
2. Echo z otchłani, Wydawnictwo Czwarta Strona, Poznań 2020[78]

### Seria z Iną Kobryn[79]
1. Wybaczam ci, Wydawnictwo Czwarta Strona, Poznań 2021[80]
2. Nie ufaj mu, Wydawnictwo Czwarta Strona, Poznań 2022[81]

### Seria Projekt Riese
1. Projekt Riese, Wydawnictwo Filia, Poznań 2022
2. Operacja Mir, Wydawnictwo Filia, Poznań 2024

### Seria Aspen i Joyce
1. Inne tonacje ciszy, Wydawnictwo Czwarta Strona, 2023
2. Kadry niedogaszonych wspomnień, Wydawnictwo Czwarta Strona, 2024

### Seria z Piotrem Langerem
1. Langer, Wydawnictwo Czwarta Strona, 2023
2. Paderborn, Wydawnictwo Czwarta Strona, 2024
3. Ozyrys, Wydawnictwo Czwarta Strona, 2025

### Inne powieści
- Wieża milczenia, Wydawnictwo Damidos, Katowice 2013[82]
- Turkusowe szale, Wydawnictwo Bellona, Warszawa 2014[83]
- W cieniu prawa, Wydawnictwo Czwarta Strona, Poznań 2016[84]
- Świt, który nie nadejdzie, Wydawnictwo Czwarta Strona, Poznań 2016[85]
- Czarna Madonna, Wydawnictwo Czwarta Strona, Poznań 2017[86]
- Hashtag, Wydawnictwo Czwarta Strona, Poznań 2018[87]
- Lot 202, Wydawnictwo Filia, Poznań 2020[88]
- Osiedle RZNiW, Wydawnictwo Czwarta Strona, Poznań 2020[89]
- Z pierwszej piłki, Wydawnictwo Filia, Poznań 2022[90]
- Bezkarny, Wydawnictwo Filia, Poznań 2025

### Powieści opublikowane jako Ove Løgmansbø – Trylogia z Wysp Owczych
1. Enklawa, Wydawnictwo Dolnośląskie, 2016[91]
2. Połów, Wydawnictwo Dolnośląskie, 2016[92]
3. Prom, Wydawnictwo Dolnośląskie, 2017[93]

### Inne
- Rewers, Opracowanie zbiorowe, 2016
- Księgarenka przy ulicy Wiśniowej, Opracowanie zbiorowe, Wydawnictwo Filia, 2016
- Zabójczy pocisk, Opracowanie zbiorowe, Wydawnictwo Skarpa Warszawska, 2018
- Inne Światy, Opracowanie zbiorowe, Wydawnictwo Czwarta Strona, 2018
- O pisaniu – Na chłodno, Wydawnictwo Czwarta Strona, Poznań 2018[94]

## Ekranizacje utworów
26 grudnia 2018 na platformie player.pl zostały wyemitowane pierwsze 3 odcinki serialu Chyłka: Zaginięcie na podstawie książki Zaginięcie. Jest to siedmioodcinkowy serial w reżyserii Łukasza Palkowskiego. W roli tytułowej mecenas Joanny Chyłki występuje Magdalena Cielecka. Ten sezon został później wyemitowany również w telewizji TVN. We wrześniu 2019 rozpoczęto zdjęcia do drugiego sezonu Chyłka: Kasacja, którego premiera miała miejsce 15 listopada 2019 na platformie player. W kolejnym roku serial stał się najchętniej oglądaną produkcją w streamingu w Polsce, zaś po trzech kolejnych sezonach: Chyłka: Rewizja, Chyłka: Inwigilacja i Chyłka: Oskarżenie, został zakończony.
W styczniu 2022 wyemitowano pierwszy odcinek Behawiorysty, pierwszej części z cyklu o Gerardzie Edlingu na platformie player.pl. W maju 2022 Remigiusz Mróz wystąpił w programie Kuby Wojewódzkiego, gdzie poinformował, że w planach jest realizacja 2 sezonu Behawiorysty.
W lipcu 2022 zakończono prace nad serialem Wotum nieufności. W rolach głównych w produkcji wystąpili Antoni Pawlicki oraz Katarzyna Dąbrowska. Serial zrealizowany został dla stacji Polsat, a jego premiera zaplanowana została na 14 października 2022. Przed premierą w telewizji serial pojawił się na platformie Polsat Box Go.
W styczniu 2024 na platformie Netflix zadebiutował serial Forst – pierwszy sezon stanowił adaptację książek Ekspozycja i Przewieszenie, w rolę tytułowego bohatera wcielił się Borys Szyc, a za reżyserię odpowiedzialny był Daniel Jaroszek. Serial po trzech dniach emisji uplasował się na trzecim miejscu na świecie i osiągnął pięciomilionową widownię. W kolejnym tygodniu powiększył wynik do dziewięciu i pół miliona widzów, którzy spędzili na oglądaniu tej produkcji ponad czterdzieści milionów godzin.
W czerwcu 2024 roku platforma SkyShowtime ogłosiła rozpoczęcie prac nad ekranizacją powieści pt. Langer, będącej spin-offem serii o Joannie Chyłce. Premiera miała miejsce 22 maja 2025 roku, w roli głównej wystąpił Jakub Gierszał, powracając do kreacji, którą stworzył w serialu Chyłka.
Wykupiono także prawa do ekranizacji innych powieści autora: serii z Damianem Wernerem, Czarnej Madonny, Chóru zapomnianych głosów oraz Echa z otchłani, serii z Sewerynem Zaorskim, Z pierwszej piłki oraz Wybaczam ci.
Autor pojawił się w roli cameo we wszystkich ekranizacjach swoich książek: jako prawnik w serii Chyłka, klient restauracji w Behawioryście, biegacz w Wotum nieufności, denat w prosektorium w serialu Forst oraz hodowca królików w serialu Langer.

## Wyróżnienia
- 2025: Honorowy Obywatel Miasta Opola[117].
- 2025: Bestseller Empiku w kategorii "Pisarz roku"[118].
- 2025: Pisarz Dekady plebiscytu Lubimyczytać.pl.
- 2025: Książka roku Lubimyczytać.pl w kategorii "Science fiction" za Operację Mir.
- 2025: Audiobook roku Lubimyczytać.pl za słuchowisko Paderborn[119].
- 2025: Najlepszy audio serial – Paderborn (Nagrody "Magazynu Literackiego Książki")[120].
- 2024: Najlepszy audio serial – Langer (Best Stream Awards).
- 2024: Najlepszy audiobook, kryminał/thriller – Paderborn (Best Stream Awards).
- 2024: Najlepszy audiobook, seria – Chyłka (Best Stream Awards)[121].
- 2024: nominacja do Bestsellerów Empiku w kategorii „Kryminał, sensacja, thriller” za Widmo Brockenu[122].
- 2023: Bestseller Empiku w kategorii „Kryminał, sensacja, thriller” za Projekt Riese[123].
- 2023: Książka roku Lubimyczytać.pl w kategorii „Kryminał, sensacja, thriller” za Skazanie[124].
- 2023: Książka roku Lubimyczytać.pl w kategorii „Science fiction” za Projekt Riese.
- 2023: Best Stream Awards w kategorii „Słuchowisko audio seria/serial” za Z pierwszej piłki[125].
- 2023: Best Audio Empik GO za słuchowisko Projekt Riese[126].
- 2023: nominacja do Telekamer za serial Behawiorysta[127].
- 2022: nominacja do Książki roku Lubimyczytać.pl w kategorii „Kryminał, sensacja, thriller” za Wybaczam ci.
- 2022: nominacja do Wiktorów za serial Chyłka.
- 2022: nominacja do Wiktorów w kategorii „Twórca roku”[128].
- 2022: nominacja do Orłów za serial Behawiorysta[129].
- 2022: nominacja do Bestsellerów Empiku w kategorii „Literatura popularna” za Wybaczam ci[130].
- 2021: nagroda Festiwalu Gardo Gialla za książkę Il labirinto delle ombre (Nieodnaleziona).
- 2021: Książka roku Lubimyczytać.pl w kategorii „Kryminał, sensacja, thriller” za Ekstradycję.
- 2021: Książka roku Lubimyczytać.pl w kategorii „Science fiction” za Echo z otchłani.
- 2021: Złoty Pocisk, nagroda specjalna w uznaniu zasług[131].
- 2021: nominacja do Bestsellerów Empiku w kategorii „Kryminał” za Głosy z zaświatów[132].
- 2021: nominacja do Orłów za serial Chyłka[133].
- 2020: podwójna nominacja do Orłów za serial Chyłka[134].
- 2020: nominacja do Książki roku Lubimyczytać.pl w kategorii „Kryminał, sensacja, thriller” za Umorzenie.
- 2020: nominacja do Bestsellerów Empiku w kategorii „Kryminał, sensacja, thriller” za Listy zza grobu[135].
- 2020: nominacja do Bestsellerów Empiku w kategorii „Audiobook” za Listy zza grobu.
- 2019: nominacja do Książki roku Lubimyczytać.pl w kategorii „Kryminał, sensacja, thriller” za Testament.
- 2019: nominacja do Bestsellerów Empiku w kategorii „Literatura polska” za Nieodnalezioną[136].
- 2018: nominacja do Bestsellerów Empiku w kategorii „Literatura polska” za Wotum nieufności[137].
- 2018: Książka roku Lubimyczytać.pl w kategorii „Kryminał, sensacja, thriller” za Inwigilację.
- 2018: nominacja do Książki roku Lubimyczytać.pl w kategorii „Horror” za Czarną Madonnę.
- 2018: Złoty Pocisk, Nagroda Publiczności za Wotum nieufności[138].
- 2017: Książka roku Lubimyczytać.pl w kategorii „Kryminał, sensacja, thriller” za Rewizję.
- 2017: Nagroda Miasta Opola za wybitne zasługi w dziedzinie kultury[139].
- 2016: Nagroda Wielkiego Kalibru Czytelników za powieść Kasacja.
- 2016: podwójna nominacja do Nagrody Wielkiego Kalibru za powieść Kasacja oraz Zaginięcie[140].
- 2016: nominacja do Książki roku Lubimyczytać.pl w kategorii „Kryminał, sensacja, thriller” za Kasację.

## Wydania zagraniczne
- Never Found (Nieodnaleziona), Watkins Media Limited, 2026 (tłum. Kaja Gucio)[141].
- Pénitence (Ekspozycja), City Editions, Francja, 2025 (tłum. Erik Veaux)[142].
- Expozícia (Ekspozycja), Ikar, Słowacja, 2025 (tłum. Ladislav Holiš)[143].
- The Disappearance (Zaginięcie), Bonnier Books, Wielka Brytania, 2024 (tłum. Joanna Saunders)[144].
- Final Appeal (Kasacja), Crooked Lane Books, USA, 2024 (tłum. Witold Zbirohowski-Koscia, Joanna Saunders)[145].
- Final Appeal (Kasacja), Bonnier Books, Wielka Brytania, 2024 (tłum. Witold Zbirohowski-Koscia, Joanna Saunders)[146].
- Kvinden der ikke blev gennemskuet (Nieodgadniona), Straarup & Co., Dania, 2024 (tłum. Rune Brandt Larsen)[147].
- Ревізія (Rewizja), Навчальна книга – Богдан, Ukraina, 2023 (tłum. Наталія Михаловська)[148].
- Зникнення (Zaginięcie), Навчальна книга – Богдан, Ukraina, 2023 (tłum. Наталія Михаловська).
- Касація (Kasacja), Навчальна книга – Богдан, Ukraina, 2023 (tłum. Наталія Михаловська).
- Kvinden der ikke blev fundet (Nieodnaleziona), Straarup & Co., Dania, 2022 (tłum. Rune Brandt Larsen)[149].
- Feröer (Enklawa), Rainbow-Slide Węgry, 2021 (tłum. Palya György)[150].
- Il labirinto delle ombre (Nieodnaleziona), Casa Editrice Nord, Włochy, 2021 (tłum. Raffaella Belletti)[151].
- Безмолвная (Nieodnaleziona), Inspiria, Rosja, 2021 (tłum. Валерий Садыков)[152], wycofana przez autora po agresji Rosji na Ukrainę w 2022[153].
- Bis zum Ende (Nieodgadniona), Rowohlt, Niemcy, 2020 (tłum. Marlena Breuer, Jakob Walosczyk)[154].
- あの日に消えたエヴァ (Nieodnaleziona), Shogakukan, Japonia, 2020 (tłum. Shinko Sasaki)[155].
- Dan kada je Eva nestala (Nieodnaleziona), Vulkan izdavaštvo, Serbia, 2020 (tłum. Anđelija Jočić)[156].
- Хаштаг (Hashtag), Era, Bułgaria, 2018 (tłum. Васил Велчев)[157].
- Die kalten Sekunden (Nieodnaleziona), Rowohlt, Niemcy, 2018 (tłum. Marlena Breuer, Jakob Walosczyk)[158].
- A fájl nem található (Nieodnaleziona), Rainbow-Slide Węgry, 2018 (tłum. Palya György)[159].
- И никога не я откриха (Nieodnaleziona), Era, Bułgaria, 2018 (tłum. Васил Велчев)[160].
- Nenalezená (Nieodnaleziona), Domino, Czechy, 2018 (tłum. Petr Vidlák)[161].